# Osho

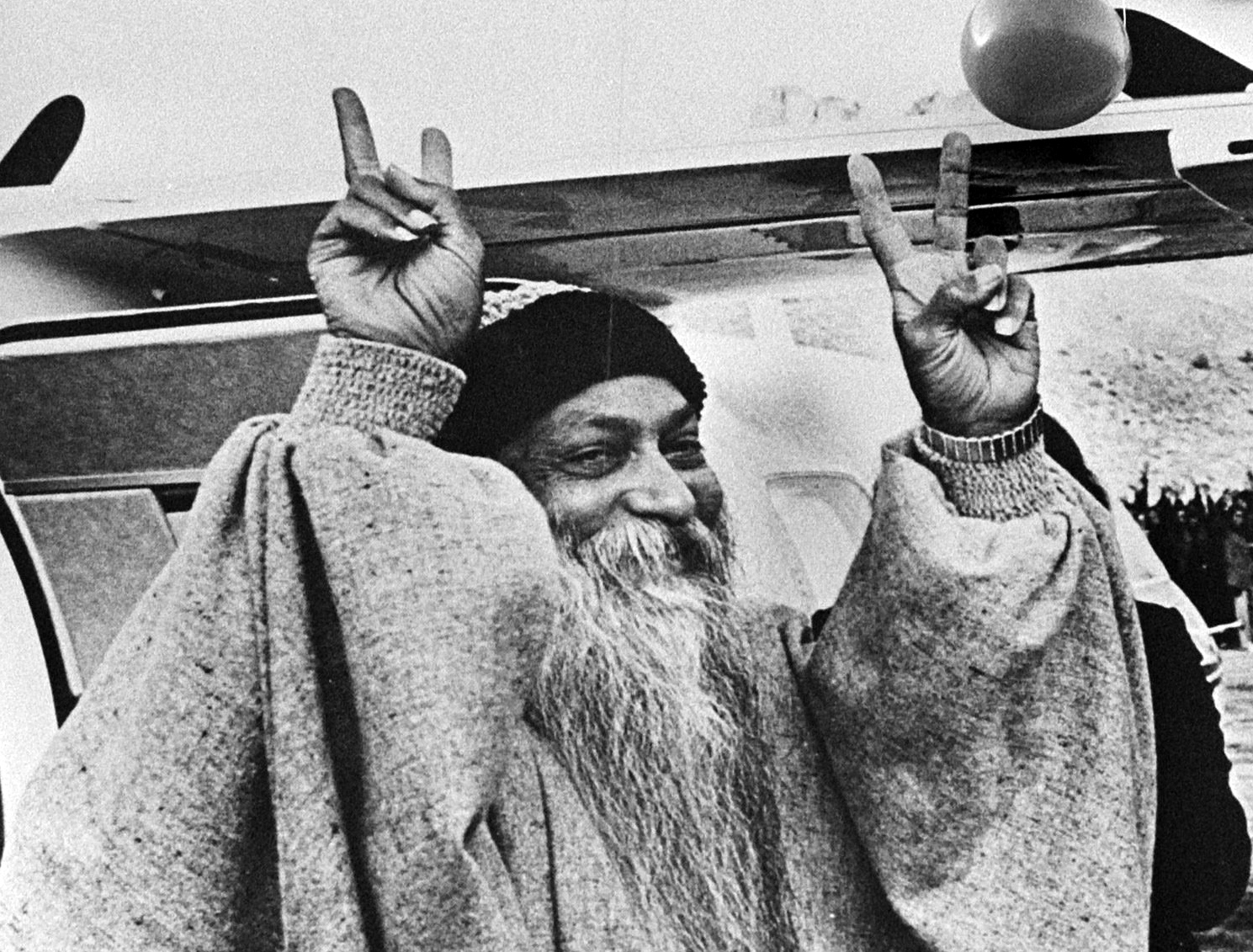
Bhagwan Shree Rajneesh, 1984

Osho, eine Eigenbezeichnung von Chandra Mohan Jain (Hindi चन्द्र मोहन जैन; * 11. Dezember 1931 in Kuchwada, Bhopal (Staat), Britisch-Indien; † 19. Januar 1990 in Pune (früher auch „Poona“ geschrieben), Maharashtra, Indien), war ein indischer Philosoph, spiritueller Lehrer und Begründer des Neo-Sannyas (der so genannten Bhagwan-Bewegung). Bis heute wird er als weise betrachtet, gleichzeitig aber auch als Anführer einer neuen religiösen Bewegung kritisiert. Seine Lehre beeinflusste in der westlichen Welt unter anderem die Ideologie des New Age. Zudem entwickelte er auch die Dynamische Meditation.
Chandra Mohan Jain gab sich während seines Lebens wechselnde Namen. Mitte der 1960er bis Anfang der 1970er Jahre nannte er sich Acharya Rajneesh nach seinem Spitznamen Rajneesh (रजनीश), danach bis Ende 1988 Bhagwan Shree Rajneesh, kurz Bhagwan, und erst ab 1989 bis zu seinem Tod im folgenden Jahr „Osho“ (Ehrentitel im japanischen Zen).
In jungen Jahren studierte Osho Philosophie und übernahm ab 1960 in diesem Fach eine Professur an der Universität Jabalpur. Während der 1960er Jahre reiste Chandra Mohan Jain nebenbei als Vortragsredner durch Indien. Zunächst war er damals als Kritiker des Sozialismus, von Mahatma Gandhi sowie der Mainstream-Religionen bekannt. Osho betonte die Wichtigkeit von Meditation, Achtsamkeit (mindfulness), Liebe, Zelebration, Mut, Kreativität und Humor — Qualitäten, die er durch das verbreitete Anhaften an statische Glaubenssysteme, religiöse Traditionen und Sozialisation als psychologisch unterdrückt ansah. Seine Befürwortung der freien Liebe und einer offeneren Haltung gegenüber der menschlichen Sexualität wurde im Indien der späten 1960er Jahre heftig kritisiert. Er lehrte, durch Sex käme der Mensch der Erleuchtung näher. Auch im deutschsprachigen Raum wurde er deshalb als Sex-Guru bekannt.
1970 zog er nach Mumbai. In dieser Zeit erweiterte er sein Repertoire um Diskurse zu bedeutenden religiösen Texten und den Werken bekannter Philosophen und Mystiker. Er wurde zum spirituellen Anführer und aus seinen ersten Anhängern entwickelte sich die schnell wachsende Neo-Sannyas-Bewegung. 1974 zog er nach Pune um, wo um ihn herum ein Ashram entstand. Hier wurde der wachsenden Gefolgschaft aus der westlichen Welt eine Vielzahl von Therapiemöglichkeiten angeboten und Finanzquellen erschlossen. Die Therapien stützten sich unter anderem auf Methoden aus dem Human Potential Movement.
Ende der 1970er Jahre wurde die bis dahin stetige Vergrößerung des Ashrams durch sich intensivierende Spannungen mit der herrschenden Regierung, der Janata Party unter Premierminister Morarji Desai, sowie hohe nachträgliche Steuerforderungen gedämpft. Dadurch wurde seine Bewegung dazu gezwungen, ihren Hauptsitz in die Vereinigten Staaten zu verlegen. So entstand 1981 in Wasco County in Oregon die Stadt Rajneeshpuram mit mehreren tausend Einwohnern. Aufgrund anhaltender Konflikte mit Anwohnern und der US-Regierung war der Aufbau und Betrieb des Ashrams dort nur wenige Jahre lang erfolgreich. Nachdem einige seiner Anhänger unter der Führung seiner persönlichen Sekretärin Ma Anand Sheela in den Jahren 1984 und 1985 mehrere schwere Verbrechen begangen hatten, wurde er 1985 infolge eines Gerichtsurteils aus den USA ausgewiesen. Nach kurzen Aufenthalten in weiteren Ländern kehrte Osho ein Jahr später nach Indien zurück, wo er den Großteil seines restlichen Lebens in seinem wiederbelebten Ashram in Pune verbrachte. Dort starb er 1990 im Alter von 58 Jahren. Oshos Popularität vergrößerte sich nach seinem Tod noch weiter und hält bis heute an.

## Namen
Osho verwendete im Laufe seines Lebens verschiedene Namen. Die Annahme derartiger Namen entspricht indischen Gepflogenheiten und ergibt sich im dortigen Kulturbereich als Konsequenz aus der Aufnahme einer spirituellen Lehrtätigkeit. Seine Namen können folgendermaßen in seine Biographie eingeordnet werden:
- Chandra Mohan Jain als bürgerlicher Name
- Rajneesh als Spitzname aus seiner Kindheit[17][18]
- Acharya Rajneesh von Mitte der 1960er- bis Anfang der 1970er-Jahre. Acharya bedeutet „Lehrer“, auch „spiritueller Lehrer“ oder – in etwa – „Professor“.[19]
- Bhagwan Shree Rajneesh oder kurz Bhagwan von Anfang der 1970er-Jahre bis Ende 1988. Letztere Bezeichnung steht übertragen für Erhabener, Gesegneter, Liebenswerter sowie Verehrungswürdiger oder allgemeiner spiritueller Meister. Shree (auch Shri oder Sri) dient in Indien als alltägliche Anrede, ähnlich wie „Herr“ im Deutschen.
- Osho im letzten Jahr seines Lebens, von Anfang 1989 bis zu seinem Tod am 19. Januar 1990. Oshō ist ein Titel im Zen-Buddhismus, der eigentlich „Mönch“ oder „Lehrer“ bedeutet und auch der Würdename von Bodhidharma war.[16][20] Der Name wurde Osho von Schülern vorgeschlagen, weil er in verschiedenen Zen-Geschichten aufgetaucht war, die Osho kommentiert hatte.[16][21] Osho selbst erklärte einmal, der Name beziehe sich auf William James’ Verwendung des Wortes „oceanic“.[22] In der Literatur der Osho-Bewegung wird noch eine weitere Deutung vertreten: Die Silbe „O“ stehe für Liebe, Dankbarkeit und Synchronizität und „sho“ für ein sich in alle Richtungen ausbreitendes Bewusstsein.[16][22] Alle Neuausgaben seiner Bücher und anderen Werke werden heute unter dem Namen Osho veröffentlicht.

Im Folgenden wird in jedem von Oshos Lebensabschnitten der Name verwendet, unter dem er zum jeweiligen Zeitpunkt bekannt war.

## Leben

### Kindheit und Jugend (1931–1950)
Chandra Mohan Jain wurde im kleinen Dorf Kuchwada im Fürstenstaat Bhopal geboren, als ältestes von elf Kindern eines Tuchhändlers, und die ersten sieben Jahre von seinen Großeltern aufgezogen. Seine Familie, die ihn bei dem Spitznamen Rajneesh oder Raja („König“) rief, gehörte zur Religionsgemeinschaft der Jainas. Rajneesh war ein aufgewecktes Kind, das gute Schulleistungen erbrachte, gleichzeitig aber auch viel Ärger mit seinen Lehrkräften hatte, da er aufsässig war, oft die Schule schwänzte und seine Klassenkameraden zu allerlei Streichen anstiftete.
Rajneesh wurde früh mit dem Tod konfrontiert. Sein geliebter Großvater starb, als er sieben Jahre alt war. Als er fünfzehn Jahre alt war, starb seine Freundin (und Cousine) Shashi an Typhus. Beide Verluste trafen ihn tief, und seine späten Teenagerjahre waren von Melancholie, Depressionen und chronischen Kopfschmerzen geprägt. Er lief in dieser Zeit täglich 15 bis 25 km und meditierte oft bis zur völligen Erschöpfung.
Als Jugendlicher wurde Rajneesh Atheist; er interessierte sich für Hypnose und engagierte sich vorübergehend für Kommunismus, Sozialismus und zwei nationalistische Bewegungen, die für Indiens Unabhängigkeit kämpften: die Indian National Army und den Rashtriya Swayamsevak Sangh. Er las viel und wurde ein hervorragender Debattierkünstler. Sein Ruf war der eines egoistischen, hochfahrenden, sogar aufrührerischen jungen Mannes.

### Studium (1951–1960)
Im Alter von neunzehn Jahren begann Rajneesh sein Studium der Philosophie am Hitkarini College in Jabalpur. Wegen heftiger Streitereien mit einem Lehrer musste er das College verlassen und wechselte darauf zum D. N. Jain College, ebenfalls in Jabalpur. Noch während seines Studiums hatte er in Jabalpur am 21. März 1953 beim Meditieren im Bhanvartal-Park in einer Vollmondnacht eine außergewöhnliche Erfahrung, in der er sich von Glückseligkeit überwältigt fühlte – eine Erfahrung, die er später als seine spirituelle Erleuchtung beschrieb.
1955 schloss er sein Studium am D. N. Jain College mit dem Bachelor-Grad ab; 1957 wurde ihm von der University of Sagar der Master-Grad in Philosophie verliehen. Er erhielt sofort eine Anstellung am Raipur Sanskrit College, war aber auch dort schon bald so kontrovers, dass ihn der Rektor aufforderte, sich binnen eines Jahres eine andere Stelle zu suchen – er habe einen zersetzenden Einfluss auf die Moralität, den Charakter und die Religiosität seiner Studenten. 1958 wechselte Rajneesh zur Universität Jabalpur, wo er zunächst als Lecturer und ab 1960 als Professor lehrte.

### Vortragsreisen (1961–1970)
In den 1960er Jahren unternahm Rajneesh, wann immer es ihm seine Lehrtätigkeit erlaubte, ausgedehnte Vortragsreisen durch Indien, in denen er Gandhi und den Sozialismus kritisierte. Sozialismus und Gandhi, so sagte er, verherrlichten beide die Armut, anstatt sie abzulehnen. Indien brauche Kapitalismus, Wissenschaft, moderne Technik und Familienplanung, um seiner Armut und Rückständigkeit entkommen zu können. Auch zum orthodoxen Hinduismus äußerte er sich kritisch: die brahminische Religion sei steril, alle politischen und religiösen Systeme seien falsch und heuchlerisch. Mit solchen Äußerungen machte er sich bei vielen unbeliebt, aber sie brachten ihm auch Aufmerksamkeit. Etwa um diese Zeit begann er, den Titel Acharya zu verwenden. 1966 gab er seine Lehrtätigkeit an der Universität auf und widmete sich von nun an ganz seiner Karriere als Redner und spiritueller Lehrer.
Acharya Rajneesh hielt seine frühen Vorträge auf Hindi; sie zogen deshalb kaum westliche Besucher an. Indische Kommentatoren bescheinigten ihm eine charismatische Ausstrahlung, die selbst auf Menschen, die seinen Ansichten ablehnend gegenüberstanden, eine Faszination ausübte. Seine Reden brachten ihm bald loyale Anhänger, darunter eine Reihe wohlhabender Geschäftsleute. Rajneesh erteilte individuelle Lebensberatung und erhielt dafür Spenden – eine übliche Vorgehensweise in Indien, wo Leute Rat von Gelehrten und Heiligen einholen, ähnlich wie Menschen im Westen Psychotherapeuten oder Lebensberater aufsuchen. Seine Praxis als spiritueller Therapeut wuchs rasch. Mehrmals im Jahr leitete er Meditations-Camps mit aktiven, kathartischen Elementen, und es wurden erste Meditationszentren (Jivan Jagruti Kendras, Lebenserweckungszentren) gebildet.
Seine „Lebenserweckungsbewegung“ (Jivan Jagruti Andolan) wurde in dieser Zeit hauptsächlich von Mitgliedern der Jaina-Religionsgemeinschaft in Bombay unterstützt. Einer von diesen war während des indischen Unabhängigkeitskampfes ein wichtiger Geldgeber für die Indian National Congress Party gewesen, mit engen Kontakten zu führenden Politikern wie Gandhi, Jawaharlal Nehru und Morarji Desai.
Acharya Rajneesh behauptete, dass Menschen schockiert werden müssten, nur so könne man sie aufwecken. Schockiert zeigten sich in der Tat viele Inder von einer Vortragsreihe 1968, in der er die Einstellungen der indischen Gesellschaft gegenüber Liebe und Sex scharf kritisierte und für eine freizügigere Atmosphäre plädierte. Die Grundenergie der Sexualität sei göttlich, sagte er; sexuelle Gefühle sollten nicht unterdrückt, sondern dankbar akzeptiert werden. Nur durch Anerkennung seiner wahren Natur könne der Mensch frei werden. Von Religionen, die für einen Rückzug vom Leben eintraten, hielt er nichts; wahre Religion, so sagte er, sei eine Kunst, die Lehre, wie man das Leben in vollen Zügen genießen könne. Diese Vortragsreihe wurde später als Buch unter dem Titel From Sex to Superconsciousness (Titel der deutschen Ausgabe: Vom Sex zum kosmischen Bewusstsein) veröffentlicht und brachte ihm in der indischen Presse den Titel „Sex-Guru“ ein. Gegen den Widerstand einiger hochrangiger Hindus wurde er im folgenden Jahr dennoch als Redner zur Second World Hindu Conference eingeladen. Dort verursachte er einen weiteren Eklat, indem er die Gelegenheit dazu benutzte, alle organisierten Religionen und ihre Priesterschaft zu kritisieren, was den obersten Priester des Hinduismus in Rage versetzte.

### Bombay (1970–1974)

#### Gründung der Neo-Sannyas-Bewegung
Bei einer öffentlichen Meditationsveranstaltung in Bombay (heute Mumbai) präsentierte Acharya Rajneesh im Frühling 1970 erstmals seine Dynamische Meditation. Im Juli 1970 nahm er sich eine Wohnung in Bombay, in der er Besucher empfangen und auch Vorträge im kleineren Kreis halten konnte. Obwohl er, seinen eigenen Lehren entsprechend, zuerst keine eigene Organisation begründen wollte, begann er am 28. September 1970, während eines Meditations-Camps in Manali, seine ersten Schüler („Neo-Sannyasins“ oder heute meist einfach kurz „Sannyasins“) zu initiieren. Sannyasins erhielten von ihm einen neuen Namen – Frauen z. B. „Ma Dhyan Shama“, Männer z. B. „Swami Satyananda“ – und trugen bis 1987 orange oder rötliche Kleidung sowie eine Mala (Halskette) mit 108 Holzkugeln und seinem Bild. (Die Annahme eines Sanskrit-Rufnamens war freiwillig; wer seinen bürgerlichen Rufnamen behalten wollte, erhielt einen Namen wie „Ma Prem Gudrun“ oder „Swami Deva Peter“.)
Orangefarbene Kleidung und Mala sind Attribute traditioneller Sannyasins (als heilig betrachteter Asketen) in Indien. Die Art und Weise, wie die – bewusst provokative – Übernahme dieses Kleidungsstils zustande kam, hatte ein zufälliges Element: Laxmi, seine Sekretärin, war eines Tages, einer spontanen Idee folgend, in Orange bei ihm erschienen. Acharya Rajneesh gefiel anscheinend der Gedanke, seine Anhänger in einer Kleidung zu sehen, die, gemäß dem hinduistischen Konzept des „Sannyas“, eine Verpflichtung zur Entsagung und zur spirituellen Suche versinnbildlichte. Sein Sannyas sollte jedoch ein lebensbejahendes, feierndes Sannyas sein, in dessen Mittelpunkt „der Tod von all dem, was du gestern warst“ stehen würde. Aufgegeben werden sollte dabei nur das, was den Menschen daran hinderte, ganz im jetzigen Moment zu leben. „In Sannyas initiiert zu werden“, so schrieb eine Biographin, „bedeutet, dass du erkannt hast, dass du nur ein Same bist, eine Potenzialität. Es ist eine Entscheidung, zu wachsen, eine Entscheidung, dich von all deinen Sicherheiten zu trennen und in Unsicherheit zu leben. Du bist bereit, einen Sprung ins Unbekannte, Ungewisse, Geheimnisvolle zu tun.“ 1971 traten erste Schüler aus den westlichen Industrienationen der Bewegung bei. Darunter war eine junge Engländerin, die den Namen „Vivek“ von Acharya Rajneesh erhielt und in der Folge zu der Überzeugung kam, sie sei in ihrem vergangenen Leben seine Freundin Shashi gewesen. Shashi hatte ihm auf ihrem Sterbebett versprochen, dass sie zu ihm zurückkehren werde. Vivek wurde in den kommenden Jahren zu seiner ständigen Gefährtin.

#### Bhagwan
Im selben Jahr legte Rajneesh den Titel „Acharya“ ab und nahm stattdessen den religiösen Titel Bhagwan (wörtlich: Gesegneter) Shree Rajneesh an. Seine Aneignung dieses Titels wurde von vielen Indern kritisiert, aber Bhagwan schien die Kontroverse zu genießen. Später sagte er, dass der Namenswechsel die erfreuliche Wirkung gehabt habe, all die zu vertreiben, die sich nicht wirklich auf ihn einlassen konnten. Gleichzeitig verlagerte sich damit auch der Schwerpunkt seiner Aktivitäten. Er war nun immer weniger daran interessiert, Vorträge für die allgemeine Öffentlichkeit zu halten; stattdessen, so sagte er, gehe es ihm nun vorrangig darum, Einzelpersonen zu transformieren, die eine innere Verbindung zu ihm hergestellt hätten. Da immer mehr Schüler aus dem Westen zu ihm stießen, gab Bhagwan nun auch englischsprachige Vorträge. Seine Gesundheit begann in Bombay jedoch zu leiden; sein Asthma verschlimmerte sich auf Grund der schlechten Luftqualität in Bombay zusehends, ebenso wie seine Zuckerkrankheit und seine Allergien. Außerdem war seine Wohnung nun viel zu klein, um die vielen Besucher aufnehmen zu können. Seine Sekretärin Laxmi machte sich auf die Suche nach einer passenderen Bleibe und fand diese in Poona (heute Pune). Das Geld für den Kauf der zwei benachbarten Villen und des dazugehörigen, etwa 2,5 ha großen Areals wurde von Gönnern und Schülern, insbesondere Catherine Venizelos (Ma Yoga Mukta), der Erbin eines griechischen Reedereivermögens, aufgebracht.

### Ashram in Poona (1974–1981)

#### Aufbau und Wachstum

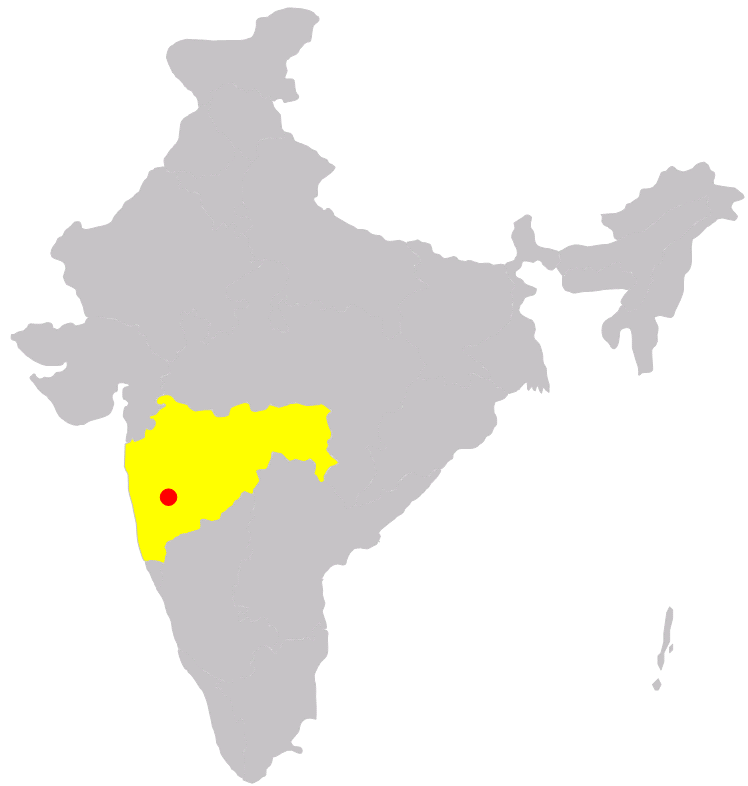
Lage von Poona (heute Pune) in Indien

Bhagwan und seine Anhänger zogen im März 1974 von Bombay nach Poona um. Seine Gesundheit machte ihm noch einige Zeit zu schaffen, aber der Aufbau des Ashrams im Koregaon Park (Karte) ging zügig vonstatten. Sannyasins arbeiteten im Ashram und erhielten dafür Kost und nach einiger Zeit oft auch Logis. Die nächsten Jahre waren geprägt von ständiger Expansion; die Anzahl der Besucher aus dem Westen wuchs immer mehr an. 1981 verfügte der Ashram u. a. über seine eigene Bäckerei, Käseherstellung, Kosmetikartikelfertigung, Kleiderproduktion, Töpferei, Theatergesellschaft und auch ein eigenes Gesundheitszentrum mit mehr als neunzig Mitarbeitern, darunter 21 Ärzten. Der verstärkte Zulauf aus dem Westen war zum Teil auf die Mundpropaganda der aus Indien zurückkehrenden Schüler zurückzuführen, die in vielen Fällen Meditationszentren in ihren Heimatländern gründeten. Andere berichteten, dass sie nie mit Sannyasins in Kontakt getreten waren; sie hätten nur irgendwo ein Bild von Bhagwan gesehen, eine unerklärliche Verbindung zu ihm gespürt und dann gewusst, dass sie ihn aufsuchen müssten. Wieder andere lasen ein Buch von Bhagwan und fühlten sich auf diesem Wege zu ihm hingezogen. Bhagwan erhielt erheblichen Zulauf von Feministinnengruppen; die meisten Ashrambetriebe wurden von Frauen geleitet. Im deutschsprachigen Raum lösten vor allem die Berichterstattung der Illustrierten Stern und der Bestseller Ganz entspannt im Hier und Jetzt des ehemaligen Stern-Reporters Jörg Andrees Elten großes Interesse an Bhagwan aus.
Bhagwan, so heißt es in einer Beschreibung, „war körperlich ein attraktiver Mann, mit hypnotischen braunen Augen, einem wallenden Bart, feinen Gesichtsknochen und einem gewinnenden Lächeln; seine überaus kontroversen Verhaltensweisen und Äußerungen sowie sein idiosynkratisches, allem Anschein nach furchtloses und unbeschwertes Gebaren sahen viele desillusionierte Menschen aus dem Westen als Zeichen dafür an, dass hier jemand war, der echte Antworten gefunden hatte.“ Zudem war er nicht traditionsverhaftet, befürwortete moderne Technik und Kapitalismus, hatte nichts gegen Sex und war außerordentlich belesen – er zitierte Heidegger und Sartre, Gurdjieff und Sokrates, selbst Bob Hope, mit derselben Leichtigkeit, mit der er über Tantra, das Neue Testament, Zen oder Sufismus sprach.

#### Therapiegruppen als neue Einnahmequelle
Auch die synkretische Kombination von östlichen Meditations- und westlichen Therapietechniken spielte eine wesentliche Rolle. Europäische und amerikanische Therapeuten des Human Potential Movement reisten nach Poona und wurden Bhagwans Schüler. „Sie kamen zu ihm, um von ihm zu lernen, wie man meditativ lebt. Sie fanden in ihm den einzigen spirituellen Meister, der das Konzept der holistischen Psychologie vollkommen verstanden hatte, und den einzigen, der sie als Mittel dazu zu benutzen wusste, Menschen auf höhere Bewusstseinsebenen zu bringen“, schrieb ein Biograf. Therapiegruppen waren bald ein wesentlicher Bestandteil des Ashram-Angebots und auch eine seiner größten Einnahmequellen. 1976 umfasste das Angebot zehn Therapien, darunter Encounter, Primal und Enlightenment Intensive, eine Gruppe, in der die Teilnehmer z. B. drei Tage lang versuchen mussten, die Frage „Wer bin ich?“ zu beantworten. In den folgenden Jahren stieg die Anzahl der angebotenen Therapieformen auf etwa achtzig.
Besucher fragten entweder Bhagwan, an welchen Gruppen sie teilnehmen sollten, oder wählten Gruppen nach eigenem Gutdünken aus. In einigen Gruppen, wie „Encounter“ und „Tantra“, wurde Sex mit wechselnden Partnern angeregt, entsprechend Bhagwans Lehre, dass sexuelle Blockaden erst aufgelöst werden müssten, ehe das authentische Wesen des Menschen sich entfalten könnte. In den Encounter-Gruppen wurden auch gewalttätige Konfrontationen zwischen den Teilnehmern zugelassen; laut Pressemeldungen kamen sogar mehrere Vergewaltigungen vor. Nachdem ein Teilnehmer einen Knochenbruch erlitten hatte, wurden Tätlichkeiten in den Gruppen untersagt. Trotzdem hatten viele Sannyasins und Besucher die Empfindung, an etwas Aufregendem, Neuartigem teilzunehmen. In diesem Gefühl wurden sie auch von Bhagwan bestärkt: „Wir experimentieren hier mit allen Möglichkeiten, die das menschliche Bewusstsein heil machen und einen Menschen bereichern können“, sagte er.

#### Tagesgeschehen im Ashram
Ein typischer Tag im Ashram begann um 6 Uhr mit der einstündigen Dynamischen Meditation. Um 8 Uhr hielt Bhagwan einen öffentlichen Vortrag in der sogenannten „Buddha Hall“ (Buddhahalle). Bis 1981 wechselten sich hier Vortragsreihen auf Hindi und Englisch in monatlichem Rhythmus ab. Viele dieser spontan gehaltenen Vorträge waren Kommentare zu Texten aus verschiedenen spirituellen Traditionen; in anderen beantwortete er Fragen von Besuchern und Schülern. Die Vorträge waren gespickt mit Witzen, Anekdoten und provokanten Bemerkungen, die regelmäßig Heiterkeitsausbrüche in seinem Publikum auslösten. Tagsüber fanden diverse Meditationen und Therapien statt, deren Intensität der spirituellen Energie von Bhagwans „Buddhafeld“ zugeschrieben wurde. Abends gab es Darshans, in denen Bhagwan persönliche Gespräche mit kleinen Zahlen individueller Anhänger und Besucher führte. Anlass für einen Darshan war in der Regel die Ankunft eines Schülers im Ashram bzw. seine bevorstehende Abreise oder auch ein besonders gewichtiges Problem, das der Sannyasin mit Bhagwan persönlich besprechen wollte. Vier Tage im Jahr wurden besonders gefeiert: Bhagwans Erleuchtungstag (21. März) und sein Geburtstag (11. Dezember) sowie Guru Purnima, ein Vollmond, an dem Inder ihre spirituellen Meister verehren, und Mahaparinirvana, der Tag, an dem aller Erleuchteten gedacht wird. Für Besucher war der Aufenthalt in Poona generell eine intensive karnevalartige Erfahrung, unabhängig davon, ob sie letztendlich „Sannyas nahmen“ oder nicht. Der Ashram, so die Beschreibung einer Schülerin, war „ein Vergnügungspark und ein Irrenhaus, ein Freudenhaus und ein Tempel.“
Bhagwans Lehren betonten Spontanität, aber der Ashram war keineswegs frei von Regeln. Wächter standen am Eingang, Rauchen und andere Drogen waren verboten, und bestimmte Teile des Geländes wie z. B. das Lao Tzu House, in dem Bhagwan seine Einzimmerwohnung hatte, waren nur privilegierten Schülern zugänglich. Wer zu einem Vortrag in die Buddha-Halle wollte („Schuhe und Verstand bitte draußen lassen“, hieß es auf dem Schild am Eingang), musste sich zuerst einem Schnüffeltest unterziehen: Bhagwan war allergisch gegen Shampoos und Kosmetikprodukte, und wer nach solchen roch, dem wurde der Zutritt verwehrt.

#### Kritische Berichte in den Medien
In den 1970er Jahren wurde zum ersten Mal auch die westliche Presse auf Bhagwan, den „Sex-Guru“, aufmerksam. Die Berichte konzentrierten sich auf die Therapiegruppen, Bhagwans Einstellung zu Sex und seine oft schelmischen, auf Schockwirkung ausgerichteten Äußerungen („Selbst Menschen wie Jesus sind noch ein kleines bisschen neurotisch“). Auch das Verhalten von Sannyasins wurde zum Gegenstand von Kritik. Um Geld zur Verlängerung ihres Indien-Aufenthaltes zu verdienen, gingen einige Frauen regelmäßig nach Bombay, wo sie sich als Prostituierte verdingten. Andere Sannyasins versuchten sich im Schmuggel von Opium, Haschisch und Marihuana; manche wurden gefasst und landeten im Gefängnis. Der Ruf des Ashrams litt darunter. Als im Januar 1981 Welf Prinz von Hannover (* 1947) (Swami Anand Vimalkirti), der Sohn von Georg Wilhelm von Hannover sowie Cousin von Prinz Charles und Urenkel von Kaiser Wilhelm II., aufgrund eines angeborenen Aneurysmas in Poona einen Schlaganfall erlitt und in der dortigen Universitätsklinik verstarb, stellten die besorgten Verwandten sicher, dass seine kleine Tochter nicht bei ihrer Mutter (ebenfalls Sannyasin) in Poona aufwachsen würde. Mitglieder der Anti-Kult-Bewegung begannen zu behaupten, dass Sannyasins gegen ihren Willen zur Teilnahme an Therapiegruppen gezwungen würden, Nervenzusammenbrüche erlitten und in die Prostitution und Drogenkriminalität gedrängt würden.
Die feindliche Einstellung der umgebenden Gesellschaft schien Bhagwan nichts auszumachen, wenn auch 1980 ein Mordanschlag auf ihn verübt wurde – Vilas Tupe, ein extremistisch gesinnter Hindu, warf während eines Morgenvortrags ein Messer nach ihm, verfehlte jedoch sein Ziel. Das Erscheinen des in Indien verbotenen Films Ashram, der das Geschehen in den Therapiegruppen unzensiert abbildete, und Bhagwans unverblümte Kritik am damaligen Premierminister Morarji Desai veranlassten den indischen Staat, eine härtere Linie gegenüber dem Ashram einzunehmen. Unter anderem wurde dem Ashram rückwirkend der steuerbefreite Status entzogen, was in einer Steuerforderung in Millionenhöhe mündete.

#### Umzugsabsichten und Beginn von Bhagwans Schweigephase
Angesichts der immer weiter anwachsenden Besucherzahlen und der feindseligen Einstellung der Stadtverwaltung zogen Bhagwans Schüler einen Umzug nach Saswad, etwa 30 km außerhalb von Poona, in Betracht, wo sie eine landwirtschaftliche Kommune aufbauen wollten. Doch eine Brandstiftung und die Vergiftung eines Brunnens in Saswad machten deutlich, dass der Ashram auch dort nicht willkommen war. Ein anschließender Versuch, in Gujarat Land für den Ashram zu erwerben, scheiterte am Widerstand der lokalen Behörden.
Bhagwans Gesundheit verschlechterte sich gegen Ende der 1970er Jahre; sein persönlicher Kontakt mit Sannyasins wurde schon ab 1979 reduziert. Aus den abendlichen Darshans wurden Energie-Darshans: Statt persönlicher Gespräche fand nun eine „Energieübertragung“ statt, bei der Bhagwan mit seinem Daumen auf das in der Mitte der Stirn befindliche „dritte Auge“ des Schülers drückte. Am 10. April 1981 trat Bhagwan nach einer Krankheit in eine Phase des Schweigens ein, und statt der täglichen Vorträge gab er nun Satsangs (stilles Zusammensitzen, mit kurzen Phasen von Lesungen aus verschiedenen Werken und Live-Musik). Etwa zur selben Zeit löste Ma Anand Sheela (Sheela Silverman) Laxmi als Bhagwans Sekretärin ab. Sheela kam zu dem Entschluss, dass Bhagwan, der zu dieser Zeit unter einem langwierigen und sehr schmerzhaften Bandscheibenproblem litt, zur Sicherstellung besserer medizinischer Behandlungsmöglichkeiten in die Vereinigten Staaten reisen sollte. Bhagwan und Vivek hielten anscheinend anfangs nicht viel von der Idee, doch Sheela setzte sich durch.

### Sheelas Kommune in Oregon (1981–1985)

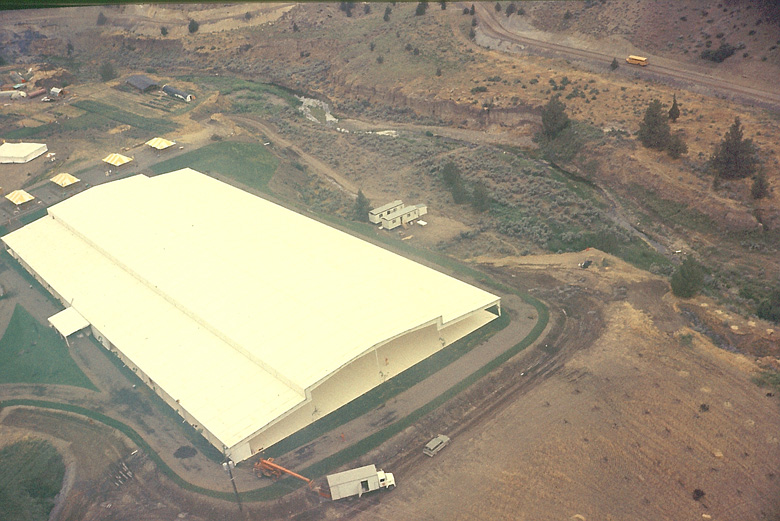
Die Meditations- und Versammlungshalle in Rajneeshpuram (140 × 65 m) (1982)

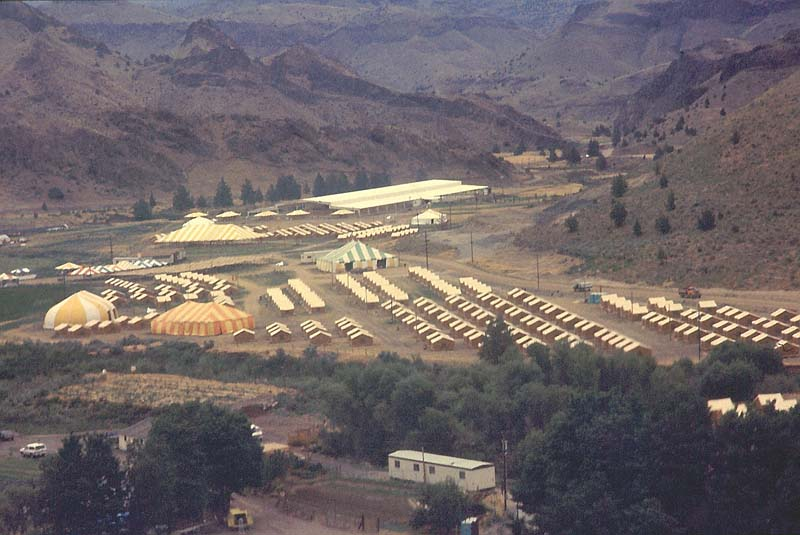
Master’s Day Festival 1983 in Rajneeshpuram, Oregon (1983)

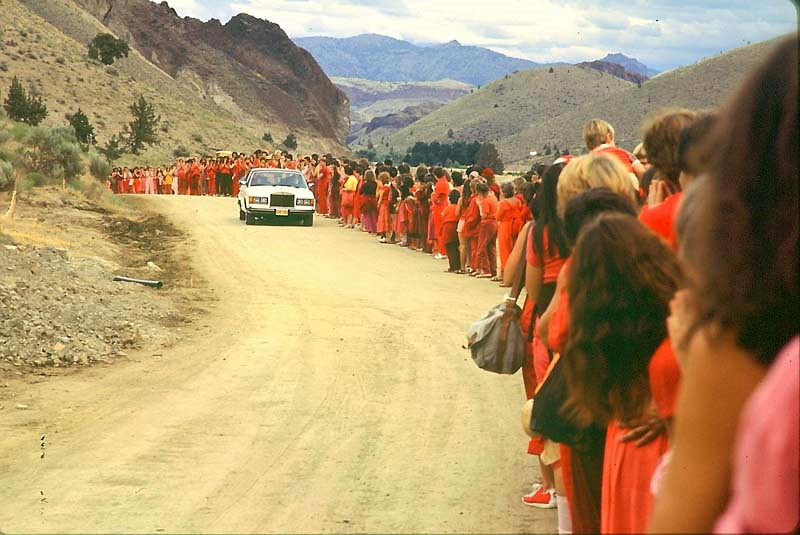
Bhagwan wird auf einem seiner täglichen „Drive-bys“ von am Straßenrand auf ihn wartenden Sannyasins gegrüßt. (1982)

#### Ankunft in den USA und Planung der neuen Kommune
Am 1. Juni 1981 reiste Bhagwan daher nach Amerika, zunächst nach Montclair (New Jersey). Sheela kaufte kurz darauf in Oregon für 5,75 Millionen Dollar die entlegene Big Muddy Ranch (s. Karte) (früherer Drehort einiger Westernfilme mit John Wayne); sie wollte dort eine Kommune aufbauen und die heruntergewirtschaftete Ranch in eine Oase verwandeln.
Sheelas Plan, eine solche Kommune aufzubauen, barg von Anfang an erhebliche Schwierigkeiten. Zum einen würde das Projekt große Geldsummen verschlingen, und zum anderen galt es, die Reaktion der ansässigen Bevölkerung zu berücksichtigen. Viele Oregoner standen dem Gedanken, dass ein indischer spiritueller Lehrer mit seinen Schülern sich in ihrer Nachbarschaft niederlassen würde, von Anfang an bange oder ausgesprochen feindselig gegenüber. Ein weiteres Problem war, dass die Ranch als landwirtschaftliches Land klassifiziert war und nach den geltenden Landnutzungsbestimmungen nur eine kleine Anzahl Häuser enthalten durfte. Das vierte Problem waren die Einwanderungsbestimmungen der Vereinigten Staaten – die meisten Sannyasins, wie auch Bhagwan selbst, hatten weder die amerikanische Staatsbürgerschaft noch eine permanente Aufenthaltserlaubnis. Das letzte Problem war Bhagwan selber, der sich bei seinem ersten Besuch in der baumlosen Landschaft im August 1981 wenig enthusiastisch zeigte. Trotzdem sah es eine Weile so aus, als würde Sheelas Wunschtraum in Erfüllung gehen. Sannyasins in aller Welt wurden kontaktiert und angehalten, Geld in das Projekt zu investieren, mit der Aussicht, dass ihnen dort dann ein Wohnplatz geboten würde.
1982 wurde die Stadt Rajneeshpuram auf dem Gelände der Ranch gegründet. Hunderte von bereits in Oregon angekommenen Sannyasins arbeiteten am Aufbau der notwendigen Infrastruktur. Die Stadt hatte bald eine eigene Post, Schule, Feuerwehr, Einkaufszentren, Restaurants und ein öffentliches Transportsystem mit 85 Bussen. Ein Flugplatz (Big Muddy Ranch Airport) mit stadteigenen Flugzeugen stand zur Verfügung. Ein Mandir diente als Meditations- und Versammlungshalle. Außerdem hatten die Sannyasins leerstehende Häuser in der nächstgelegenen Ortschaft, Antelope (etwa fünfzig Einwohner), aufgekauft und dort die Mehrheit im Stadtrat gewonnen. Die Kommune empfing Tausende von Besuchern aus aller Welt zu den jährlichen Master’s Day Festivals. Viel Presseinteresse erregte in den folgenden Jahren eine Flotte von bis zu 93 Rolls-Royce, die Bhagwan von seinen Schülern zur Verfügung gestellt wurde. Die Bedeutung dieser Autos ist umstritten. Eine Interpretation lautet, dass die Luxuswagen Bhagwans enthusiastische Befürwortung von innerem wie auch äußerem Reichtum symbolisierten und eine bewusst provokative Satire auf Amerikas Besessenheit vom Automobil darstellten. Laut Sheela habe Osho schlicht „ein kindliches Bedürfnis nach Luxus“ gehabt.

#### Konflikte mit der umliegenden Gesellschaft
Die Einwanderungsgesetze versuchten die Sannyasins zum Teil dadurch zu umgehen, dass sie Scheinehen mit amerikanischen Staatsbürgern eingingen, was von den amerikanischen Einwanderungsbehörden mit großem Argwohn beobachtet wurde. Auch Bhagwan selbst hatte Visumprobleme, die Sheela dadurch lösen wollte, dass Bhagwan zum offiziellen Oberhaupt einer Religion, des sogenannten „Rajneeshismus“, erklärt würde. Dieser Antrag wurde von den Behörden zunächst mit der Begründung abgewiesen, dass Bhagwan kein Religionsführer sein könne, weil er sich ja in einer permanenten Schweigephase befände und sich nicht öffentlich äußere. Nach einem langen Rechtsstreit wurde er aber drei Jahre später, 1984, als Religionsführer anerkannt. Bhagwan selbst lebte von 1981 bis 1984 sehr zurückgezogen in Rajneeshpuram in einem von einem Zengarten umgebenen Trailerkomplex mit angebautem Schwimmbad; die meisten Sannyasins sahen ihn nur, wenn er auf seiner täglichen Spazierfahrt langsam an ihnen vorbeifuhr, oder bei stillen Darshans, da sein Schweigen immer noch andauerte. Das Tagesgeschehen in der Kommune wurde von Sheela und ihrem fast ausschließlich weiblichen Managementteam bestimmt.
Die Expansion der Kommune führte zu ausufernden Rechtsstreitigkeiten mit den Behörden über Baugenehmigungen. Sheelas zum Teil sehr schroffe Kommentare gegenüber den Medien verschärften die Lage. Im Juli 1983 wurde eine Bombe in einem von Sannyasins geführten Hotel in Portland gezündet, verletzt wurde niemand. Die Kommunenleitung in Rajneeshpuram nahm dies zum Anlass, Waffen zu kaufen und eigene Polizeikräfte auszubilden. Gewaltdrohungen seitens der Oregoner Bevölkerung häuften sich; das tägliche Leben in Rajneeshpuram wurde autoritärer.

#### AIDS-Warnung
Im März 1984 gab Sheela bekannt, Bhagwan habe gesagt, dass in den kommenden Jahren etwa zwei Drittel der Menschheit an der damals erst seit Kurzem bekannten AIDS-Krankheit sterben würden; „Sannyasins“ hätten infolgedessen besondere Sicherheitsvorkehrungen beim Sex zu beachten (kein Sex ohne Kondom und Einmalhandschuhe, kein Austausch von Körperflüssigkeiten, etwa durch Küssen usw.). Statt ungeschützter Promiskuität wurde den Sannyasins nun verantwortungsvoller „safer sex“ nahegelegt. Diese Reaktion hielten viele Beobachter für überzogen; die Ansteckungsgefahr bei AIDS wurde damals noch nicht als Risiko bei heterosexuellen Kontakten gesehen, und der Gebrauch von Kondomen war in diesem Zusammenhang noch nicht weithin empfohlen.

#### Abgleiten der Kommunenleitung in die Kriminalität
Im September 1984 initiierte Sheela ein „Share-a-Home“-Programm für Obdachlose. Busse wurden in amerikanische Großstädte geschickt und kamen mit mehreren Tausend Obdachlosen zurück, denen man ein neues Leben in Rajneeshpuram angeboten hatte. Dies passte überhaupt nicht mit Bhagwans Lehren zusammen – Bhagwan hatte christliche Wohlfahrtsmaßnahmen in Indien immer als heuchlerisch und kontraproduktiv kritisiert – und da zudem am 6. November 1984 eine wichtige Kommunalwahl in Wasco County bevorstand, bei der die Obdachlosen nach Oregons liberalen Wahlregelungen hätten mitwählen dürfen, wurde die Aktion von der Öffentlichkeit als Maßnahme zur Vergrößerung des Rajneeshpuram-Stimmanteils gesehen. Nach einer schnellen Änderung der Wahlbestimmungen durch die Behörden, welche die Registrierung der Obdachlosen als Wähler erschwerte, wurden viele von ihnen einfach in die nächste größere Stadt gefahren und dort abgesetzt.
Im Oktober 1984 gab Bhagwan bekannt, dass er seine Schweigephase beenden und von nun an wieder Vorträge halten würde. Die Verwaltung von Rajneeshpuram scheint zu diesem Zeitpunkt vollkommen unter Sheelas Kontrolle gewesen zu sein. Sie hatte heimlich Abhöranlagen im Telefonsystem von Rajneeshpuram und sogar in Bhagwans eigenem Haus installiert. Sannyasins, die mit ihrem Führungsstil nicht einverstanden waren, wurden isoliert und unter Druck gesetzt; viele verließen Rajneeshpuram. Die internen und externen Konflikte hatten bei Sheela und ihrem Führungsteam eine Spirale der Verzweiflung ausgelöst, die schließlich in kriminelles Verhalten mündete.

#### Pressekonferenz
Das wahre Ausmaß dieses kriminellen Verhaltens wurde erst Mitte September 1985 bekannt, als Sheela und ihr Führungsteam die Kommune fluchtartig verließen. Bhagwan berief zwei Tage darauf, am Montag, dem 16. September, eine Pressekonferenz ein. Dort berichtete er, Sheela und ihr Team hätten laut Aussagen von Sannyasins, die ihm seit Sheelas Abreise von Vivek und seinen beiden Ärzten zugetragen worden seien, verschiedene Verbrechen begangen, und bat die Behörden, Ermittlungen gegen Sheela und ihr Team einzuleiten. Diese Untersuchungen resultierten in der Verhaftung und Verurteilung von Sheela und mehreren ihrer Mitarbeiter. Wie sich herausstellte, hatten Mitglieder von Sheelas Team ein Jahr zuvor, im September 1984, also ebenfalls im Vorfeld der County-Wahlen, vorsätzlich Salmonellen in das Essen verschiedener Restaurants der Kleinstadt The Dalles in Oregon lanciert, um zu sehen, ob es möglich wäre, Wahlberechtigte krank zu machen und so das Ergebnis der Wahlen zu beeinflussen. Etwa 750 Menschen erkrankten, 45 mussten ins Krankenhaus. Bhagwans Leibarzt Swami Devaraj, den Sheela wegen seines direkten Zugangs zu Bhagwan als Konkurrenten betrachtete, und zwei Beamte von Oregons Behörden sollten im Auftrag Sheelas vergiftet werden; Devaraj und einer der Beamten wurden daraufhin ernsthaft krank, erholten sich aber schließlich wieder. Bhagwan erklärte, von diesen Verbrechen nichts gewusst zu haben, und wurde von den Behörden auch nie ihretwegen belangt, aber sein ohnehin schon umstrittener Ruf erlitt dennoch schweren Schaden.

#### Verhaftung
Am 23. Oktober 1985 finalisierte eine Federal Grand Jury unter Ausschluss der Öffentlichkeit eine Anklageschrift gegen Bhagwan wegen angeblicher Einwanderungsdelikte. Am 28. Oktober 1985 wurde Bhagwan nach einem Flug nach North Carolina ohne Haftbefehl (die Anklage war noch nicht offiziell angekündigt worden) festgenommen. Als Begründung gaben die amerikanischen Behörden an, er habe die USA verlassen wollen. Bhagwan wurde daraufhin von seinen Begleitern getrennt und die nächsten zwölf Tage in Ketten von einem Gefängnis zum nächsten transportiert, bis er schließlich wieder in Oregon ankam. Er bekam eine zehnjährige Bewährungsstrafe, die unter der Bedingung, das Land zu verlassen, ausgesetzt wurde, sowie eine Geldstrafe von 400.000 Dollar. Bhagwan behauptete danach, er sei in den zwölf Tagen, die er in verschiedenen amerikanischen Gefängnissen verbrachte, mit einem Mittel vergiftet worden, das später nicht mehr nachweisbar sei.

### Weltreise und Poona II (1985–1990)

#### Weltreise
Nach längeren Aufenthalten in Nepal, Kreta und Uruguay und verschiedenen Irrflügen um den Globus, während derer ihm fast überall auf massives Betreiben der entsprechenden Stellen der Vereinigten Staaten die Einreise verweigert wurde, kehrte Bhagwan Anfang 1987 schließlich in den Ashram in Pune zurück.

#### Die Multiversity
Der Ashram nahm seine früheren Tätigkeiten wieder auf – Bhagwans Diskurse wurden veröffentlicht und Therapiekurse fanden statt, wenn auch nun in weniger kontroversem Stil als früher. Der Ashram wurde ausgebaut und präsentierte sich jetzt als „Multiversity“, ein Ort, in dem Therapie als Brücke zur Meditation fungieren sollte. Die Besucherströme nahmen wieder zu. Unter seinen Sannyasins war angesichts der Erfahrungen in Oregon die frühere Vorliebe für kommunales Zusammenleben mit anderen Sannyasins weitgehend erloschen; die meisten zogen es nun vor, ein unauffälliges und eigenständiges Leben in der Gesellschaft zu führen. Die Verpflichtung, orange bzw. rote Kleidung und die Mala zu tragen, wurde Ende 1985 abgeschafft.
Bhagwan entwickelte neue Meditationstechniken, darunter die „Mystic Rose“-Technik, und begann wieder, Meditationen persönlich zu leiten. Seine täglichen Vorträge fanden nun abends und nicht wie früher morgens statt. Ab April 1988 befasste er sich in ihnen ausschließlich mit Zen-Meistern. Im August 1988 führte Bhagwan die roten Roben für seine Anhänger wieder ein; diese wurden jetzt aber nur noch im Ashram selbst getragen und ohne Mala. Beim abendlichen Meeting wurden (und werden auch heute noch) weiße Roben getragen. Ende 1988 erklärte er, dass er nicht mehr Bhagwan genannt werden wolle – der Scherz sei nun vorbei: „I don’t want to be called Bhagwan again. Enough is enough! The joke is over!“ Nach einigen Wochen ohne Namen akzeptierte er auf den Vorschlag seiner Schüler hin den Namen Osho, der als respektvolle Anrede in einigen Zen-Geschichten, die er in seinen Vorträgen besprochen hatte, aufgetaucht war. 1989 ließ er ankündigen, dass der Ashram in Zukunft als ein Urlaubs- und Meditationsresort („Club Meditation“) geführt werden solle.

#### Tod
Oshos Gesundheitszustand verschlechterte sich zunehmend; im April 1989 hielt er seinen letzten öffentlichen Vortrag. Den Rest dieses Jahres saß er abends nur noch schweigend mit seinen Sannyasins zusammen in der Meditationshalle des Ashrams. Ende 1989 starb seine Gefährtin Vivek, anscheinend durch Suizid. Osho starb sechs Wochen später, am 19. Januar 1990, im Alter von 58 Jahren. Nur Stunden später wurde sein Leichnam im Beisein von Hunderten schockierter, aber feiernder Sannyasins verbrannt. Oshos Asche befindet sich in einem weißen marmornen Meditationssaal im Ashram. Auf einer Gedenktafel steht ein Zitat Meher Babas: „Never Born, Never Died: Only Visited this Planet Earth between Dec 11 1931 – Jan 19 1990.“

## Lehre
Osho war gegen jedes Glaubenssystem und betonte den Wert der authentischen religiösen Erfahrung gegenüber der Zugehörigkeit zu einer Religion. Auch legte er Wert darauf, dass die Praktiken nicht als Ritual oder religiöse Praxis zu verstehen seien, sondern dass es sich um eine Therapieform handele. Laut Religionswissenschaftler Frank Neubert war das Ziel „selbst zur Erkenntnis zu gelangen, sich als Individuum auch religiös zu vervollkommnen.“
In seiner Kritik des Christentums zum Beispiel sagte er, Jesus sei ein Rebell – er existiere nur außerhalb der Kirchenmauern, die sein Anliegen dogmatisch kanalisiert und damit leblos gemacht hätten. Gott sei nichts als eine Erfindung des Menschen, Opium für das Volk:

“It is absolutely necessary that God should be dead. But I want you to know my understanding: It was good of Friedrich Nietzsche to declare God dead – I declare that he has never been born. It is a created fiction, an invention, not a discovery. Do you understand the difference between invention and discovery? A discovery is about truth, an invention is manufactured by you. It is man-manufactured fiction. Certainly it has given consolation, but consolation is not the right thing! Consolation is opium. It keeps you unaware of the reality, and life is flowing past you so quickly – seventy years will be gone soon. Anybody who gives you a belief system is your enemy, because the belief system becomes the barrier for your eyes, you cannot see the truth. The very desire to find the truth disappears. But in the beginning it is bitter if all your belief systems are taken away from you. The fear and anxiety which you have been suppressing for millennia, which is there, very alive, will surface immediately. No God can destroy it, only the search for truth and the experience of truth – not a belief – is capable of healing all your wounds, of making you a whole being. And the whole person is the holy person to me.”

„Es ist absolut notwendig, dass Gott tot sein soll. Aber ich möchte, dass Ihr meine Auffassung kennt: Es war gut von Friedrich Nietzsche, Gott für tot zu erklären – ich aber sage, dass er überhaupt nie geboren wurde. Es ist eine Fiktion, eine Erfindung, keine Entdeckung. Versteht ihr den Unterschied zwischen Erfindung und Entdeckung? Eine Entdeckung hat mit der Wahrheit zu tun, eine Erfindung ist von Euch fabriziert worden. Es ist eine vom Menschen fabrizierte Fiktion. Natürlich spendet sie Trost, aber Trost ist nicht das Richtige! Trost ist Opium. Er bewirkt, dass ihr euch der Wirklichkeit nicht bewusst werdet, und das Leben fließt so schnell an euch vorbei – siebzig Jahre werden schnell vergangen sein. Jeder, der euch ein Glaubenssystem gibt, ist euer Feind, denn das Glaubenssystem wird zu einer Barriere für Eure Augen, ihr könnt die Wahrheit nicht sehen. Selbst der Wunsch, die Wahrheit zu finden, verschwindet. Aber am Anfang ist es bitter, wenn Euch alle Eure Glaubenssysteme weggenommen werden. Die Furcht und Angst, die Ihr seit Jahrtausenden unterdrückt, die da ist, sehr lebendig, wird sofort auftauchen. Kein Gott kann sie zerstören, nur die Suche nach der Wahrheit und die Erfahrung der Wahrheit – nicht ein Glaube – kann alle Eure Wunden heilen, euch zu kompletten Wesen machen. Und für mich ist der komplette Mensch der heilige Mensch.“

Der Weg zur authentischen religiösen Erfahrung liegt in seiner Lehre darin, das Leben als Ganzes anzunehmen, es in allen seinen Facetten zu lieben und täglich zu feiern. Jede wie auch immer geartete Tätigkeit könne dem inneren Wachstum dienen. Meditation bedeute dabei, ein Zeuge aller inneren Vorgänge zu sein, den Strom der Gedanken und Empfindungen an sich vorbeiziehen zu lassen, ohne sich weiter mit ihnen zu identifizieren. Auf diese Weise könne man ihre Vorläufigkeit erkennen und sein Gespür für die Realität hinter der rational oder sinnlich wahrnehmbaren, vergänglichen Welt schärfen. In dem Moment, wo der Meditierende nur noch Zeuge sei, erfahre er, wer er wirklich ist.
Oshos „Zehn Gebote“:
In seinen frühen Tagen als Acharya Rajneesh fragte ein Korrespondent einmal nach seinen „Zehn Gebote“. Rajneesh antwortete, dass dies eine schwierige Angelegenheit sei, da er gegen jede Art von Geboten sei, aber „nur zum Spaß“ gab er die folgenden an:
01 Gehorche niemals dem Befehl eines anderen, es sei denn, er kommt auch aus deinem Inneren.
02 Es gibt keinen anderen Gott als das Leben selbst.
03 Die Wahrheit ist in dir, suche sie nicht woanders.
04 Liebe ist Gebet.
05 Ein Nichts zu werden ist die Tür zur Wahrheit. Das Nichts selbst ist das Mittel, das Ziel und die Verwirklichung.
06 Das Leben ist jetzt und hier.
07 Lebe wach.
08 Nicht schwimmen - gleiten.
09 Stirb jeden Moment, damit du jeden Moment neu sein kannst.
10 Suche nicht. Das, was ist, ist. Halte inne und sieh.
- Osho (Osho's Zehn Gebote)
Er unterstrich die Nummern 3, 7, 9 und 10. Die Ideen, die in diesen Geboten zum Ausdruck kommen, sind konstante Leitmotive in seiner Bewegung geblieben.
Einzelne Elemente seiner Lehren bezog Osho aus der Humanistischen Psychologie und einer synkretistischen Sichtweise auf Religionen. Das Buddhafeld als transzendenter Ort, an dem der Gläubige seine Qualitäten entwickeln kann, stammt aus dem Mahayana-Buddhismus, die Karma-Lehre des Hinduismus wird insoweit aufgenommen, als der Tod als Wechsel in eine neue Existenz verstanden wird. Mystische Elemente stammen aus dem islamischen Sufismus, und die Nutzung sexueller Energie zur Bewusstseinsentwicklung wird im Tantrismus gelehrt. „Trotz dieser Gemeinsamkeiten mit klassischen indischen Religionen ist die Osho-Bewegung viel flexibler als andere neohinduistische Strömungen – wie etwa die Hare-Krishna-Bewegung.“
Osho widersprach sich oft selbst, bewusst, denn er wollte vermitteln, dass es nicht auf die Worte ankomme, sondern vielmehr darum gehe, die Bindung an deren Bedeutung und Inhalte fallen zu lassen – wer die Wahrheit sucht, müsse den Sprung ins Unbekannte wagen. Die Wirklichkeit weise über das unzulängliche Medium der Rationalität und somit auch der Sprache hinaus. Deshalb war ihm jedes Mittel recht, die Aufmerksamkeit seiner Zuhörer auf die Realität hinter dem Medium „Diskurs“ zu lenken und die Identifikation mit seinen Worten immer wieder durch verfremdende rhetorische Mittel zu unterbrechen. Letztendlich seien auch die Widersprüche in der Vielgestalt Gottes enthalten und aufgehoben:

“I am not trying to give you a philosophy, a doctrine, a dogma. A dogma has to be consistent, a creed has to be consistent. I am not trying to convert you to a certain belief; a belief has to be consistent. I am trying to give you a vision, not a belief. I am trying to help you to come to my window to see the sky, to see the truth. That truth cannot be described. And that truth cannot be made a dogma, and that truth contains all contradictions – because it is so vast. So I go on giving you glimpses, aspects of it: one aspect is contradictory to another aspect. But in the whole truth, all aspects meet and mingle and are one.”

„Ich versuche nicht Euch eine Philosophie, eine Doktrin, ein Dogma zu geben. Ein Dogma muss in sich schlüssig sein, ein Religionsbekenntnis muss in sich schlüssig sein. Ich will euch nicht zu einem bestimmten Glauben bekehren; ein Glaube muss in sich schlüssig sein. Ich will euch eine Vision geben, keinen Glauben. Ich versuche Euch zu helfen zu meinem Fenster zu kommen, um den Himmel zu sehen, die Wahrheit zu sehen. Diese Wahrheit kann nicht beschrieben werden. Und aus dieser Wahrheit kann kein Dogma gemacht werden, und diese Wahrheit vereint alle Widersprüche in sich – weil sie so riesig ist. Also fahre ich fort Euch flüchtige Einblicke, Perspektiven von ihr zu geben: eine Perspektive ist widersprüchlich zu einer anderen. Aber in der ganzen Wahrheit treffen sich alle Perspektiven und vermischen sich und sind eins.“

Ein Sinn für Humor sollte seiner Meinung nach den Grundstein der zukünftigen Religiosität des Menschen bilden. Seine Vorträge enthielten Hunderte von zum Teil deftigen Witzen – der einzige Teil seiner Diskurse, den er vom Blatt las. Oshos Vorträge und Initiationsgespräche wurden aufgezeichnet und in Buchform in praktisch unredigiertem Originalwortlaut und auch als Tonkassetten und Videofilme veröffentlicht. Die in Hindi gehaltenen Vorträge (nach 1981 sprach er nur noch auf Englisch) werden nach und nach ins Englische übersetzt. So sind über 400 Bände von durchschnittlich 250 Seiten, ohne Berücksichtigung thematischer Neuzusammenstellungen, entstanden. Viele Werke sind ins Deutsche und mehr als fünfzig andere Sprachen übersetzt worden.

## Kritik

### Missbrauch von Kindern im Umfeld der Osho-Bewegung
In autobiographischen Berichten von Autoren, die ihre Kindheit im Umfeld der Osho-Bewegung verbrachten, werden verschiedene Vorwürfe erhoben. So würden Psychopharmaka dem Essen beigemischt, Kinder von Eltern getrennt, jeder müsse ein Bild Oshos tragen in Psycho-Seminaren hätten sich Teilnehmer gegenseitig verprügelt und schwer verletzt. Präpubertäre Mädchen würden von erwachsenen Männern missbraucht. Die Mitglieder, darunter auch Kinder, hätten ohne angemessene Bezahlung bis zum Umfallen arbeiten müssen.

„Es ist ein Chor aus Stimmen von Kindern, die heute Erwachsene sind. Ein Chor, der nahelegt: Der Missbrauch der Kinder, das waren keine Einzelfälle. Das System tolerierte diesen Missbrauch. Es hat den Missbrauch ermutigt durch das Klima sexueller Freizügigkeit und die Worte Bhagwans, die seine Jünger – Männer vor allem – offenbar als Freibrief interpretierten.“

### Kontroverse Aussagen zu Euthanasie, Homosexualität und Judentum
Kritisiert wurde Osho wegen kontroverser Äußerungen, in denen er etwa die Tötung von behinderten Kindern sowie genetische Verbesserungen des Menschen sowie den Ausschluss Homosexueller aus der Gesellschaft befürwortet habe oder indirekt Juden eine Mitschuld am Aufstieg Adolf Hitlers gebe. Folgende Zitate sind dokumentiert:

“A child should be recognized as a human being when he is born – and then, too, I have some reservations.
If a child is born blind or crippled, if a child is born deaf, dumb, and we cannot do anything … Just because life should not be destroyed, this child will have to suffer – because of your stupid idea – for seventy years, eighty years. Why create unnecessary suffering? If the parents are willing, the child should be put to eternal sleep. And there is no problem in it. Only the body goes back into its basic elements; the soul will fly into another womb. Nothing is destroyed.
If you really love the child, you will not want him to live a seventy-year-long life in misery, suffering, sickness, old age. So even if a child is born, if he is not medically capable of enjoying life fully with all the senses, healthy, then it is better that he goes to eternal sleep and is born somewhere else with a better body.”

„Ein Kind sollte in dem Moment, in dem es geboren wird, als menschliches Wesen betrachtet werden – und auch dann habe ich Vorbehalte.
Wenn ein Kind blind oder verkrüppelt geboren wird, wenn ein Kind taub, stumm geboren wird, und wir können nichts tun … Nur weil Leben nicht zerstört werden soll, wird dieses Kind zu leiden haben – wegen Eurer blöden Idee – für siebzig Jahre, achtzig Jahre. Warum unnötiges Leid verursachen? Wenn die Eltern es wollen, sollte das Kind auf ewig schlafen gelegt werden. Und da gibt es kein Problem damit. Nur der Körper kehrt zurück zu seinen Grundbausteinen; die Seele sucht sich einen anderen Schoß. Nichts ist zerstört.
Wenn Du Dein Kind wirklich liebst, möchtest Du nicht, dass es ein 70 Jahre langes Leben im Elend lebt, in Leid, in Krankheit, in hohem Alter. Also selbst wenn ein Kind geboren wurde: wenn es medizinisch nicht in der Lage ist sein Leben mit allen Sinnen zu genießen, gesund, dann ist es besser, wenn es in den ewigen Schlaf geht und irgendwo anders mit einem besseren Körper wiedergeboren wird.“

“We can fill the whole earth with geniuses, talented people, healthy people.
I suggest to create worldwide lobbies to help to understand genetic programs. Man has reached to the moon but he has not made much effort to understand genetic programs. The reasons are simple, because all the vested interests, all the religions are threatened; they know that once the program of the genes is understood, the old cannot exist any longer.
Much more emphasis should be how we can also change the program. We are learning about health, diseases, age, coloring. First we have to learn how to change the programs. A man, for example, may have the mind of a Nobel Prize winner, but the body may be sick. He may not be able to use the mind if the body cannot support it – unless we can change the program. Once we know how to change the program, thousands of possibilities open up. We can give every man and woman the best of everything. There is no need for anyone to suffer unnecessarily. Being retarded, crippled, blind, ugly – all these will be possible to change.
Criminals can be avoided – politicians can be avoided, priests can be avoided, murderers can be avoided, rapists can be avoided, violent people can be avoided. Or if they have some special quality in them, their genetic program can be changed. Their violence can be taken out, rather than teaching people not to be violent, not to be thieves, not to be criminals.”

„Wir können die ganze Erde mit Genies, talentierten Leuten, gesunden Leuten bevölkern.
Ich schlage vor, weltweite Lobbys zu gründen, um dabei zu helfen, genetische Programme zu verstehen. Der Mensch hat den Mond erreicht, aber er hat keine großen Anstrengungen unternommen, um genetische Programme zu verstehen. Die Gründe sind einfach: weil all die persönlichen Interessen, all die Religionen gefährdet sind. Sie wissen, dass, wenn das Programm der Gene einmal verstanden ist, das alte nicht mehr existieren kann.
Viel mehr Schwerpunkt sollte sein, wie wir das Programm auch ändern können. Wir lernen über Gesundheit, Krankheiten, Alter, Hautfarbe. Zuerst müssen wir lernen, wie wir die Programme ändern können. Ein Mensch könnte beispielsweise den Verstand eines Nobelpreisträgers haben, aber der Körper könnte krank sein. Es könnte sein, dass er nicht in der Lage ist seinen Verstand zu nutzen, wenn der Körper ihn nicht unterstützen kann – solange wir das Programm nicht ändern können. Sobald wir wissen, wie wir das Programm ändern können, eröffnen sich uns tausende von Möglichkeiten. Wir könnten jedem Mann und jeder Frau das Beste von allem geben. Es gibt für niemanden einen Grund, unnötig zu leiden. Zurückgeblieben, verkrüppelt, blind, hässlich – all das könnte geändert werden.
Verbrecher können vermieden werden – Politiker können vermieden werden, Priester können vermieden werden, Mörder können vermieden werden, Vergewaltiger können vermieden werden, gewalttätige Menschen können vermieden werden. Oder, wenn spezielle Qualitäten in ihnen stecken, könnte ihr genetisches Programm verändert werden. Ihre Gewalt könnte ihnen genommen werden, anstatt Leute zu lehren nicht gewalttätig zu sein, keine Diebe zu sein, keine Verbrecher zu sein.“

Osho sagte, dass nur, wenn Juden Jesus wieder als einen der ihren akzeptierten, „they will be healthy and whole, and then there will be no need for Adolf Hitlers.“
Osho stand vor allem nach dem Umzug der Kommune nach Rajneeshpuram der Homosexualität und Homosexuellen zunehmend ablehnend gegenüber. Er vertrat die Meinung, Homosexuelle hätten aufgrund ihrer „Perversion“ AIDS geschaffen und sollten aus der Gesellschaft ausgeschlossen werden.

“homosexuals should be given different localities. They can live in their own world, in their own way, and be happy, but they should not be allowed to move in the wider society, spreading all kinds of dangerous viruses.”

„Homosexuellen sollten eigene Örtlichkeiten gegeben werden. Sie können in ihrer eigenen Welt leben, auf ihre eigene Art, und glücklich sein, aber es sollte ihnen nicht erlaubt sein, sich in der breiten Gesellschaft zu bewegen, alle Arten von gefährlichen Viren verbreitend.“

Auf die Bitte homosexueller Sannyasins hin, seine ablehnende Haltung gegenüber Homosexuellen zu erläutern, bekräftigte er seine Ablehnung wie folgt:

“As a homosexual, you are not even a human being [...]. You have fallen from dignity.”

„Als Homosexueller bist Du nicht einmal ein menschliches Wesen [...] Du hast Deine Würde verloren.“

## Markenrechte
Die markenrechtliche Verwaltung seines Nachlasses ist noch umstritten. Zum einen beansprucht das Recht eine Stiftung, die Osho International Foundation (OIF), deren Zweck die Verbreitung von Oshos religiösen Lehren und Botschaften ist. Zum anderen gibt es Bestrebungen, die sich auf seine Aussagen und den Markenumgang zu Lebzeiten berufen und die die Markenrechte nicht zentral vergeben sehen möchten. Im Jahr 2009 gab es eine Entscheidung des United States Patent and Trademark Office, die das Markenrecht dort für viele Meditationen und Therapietechniken bewusst offenließ und nicht definierte. Trotz fehlendem Markenrecht in den USA wurde eine Facebook-Seite im Juni 2013 wegen Markenrechtsverletzung gesperrt. Obwohl es der OIF beim Markenrecht vorwiegend um korrekte Benennung der Produkte geht, wurden OIF-kritische Therapeuten beim Osho Festival Riccione in Italien im Juni 2012 ausgeladen. Als Argument gegen das beantragte Markenenthebungsverfahren hatte die OIF ein Testament von Osho vorgelegt, aber später zurückgezogen. Externe Experten vermuteten eine Fälschung. Wegen Verstößen gegen Schweizer Stiftungsrecht musste der Vorstand der OIF im Juni 2014 zurücktreten. Der Antrag auf das EU-Markenenthebungsverfahren wurde im Juli 2014 vorerst abgelehnt.

## Rezeption
Osho war während seines gesamten Lebens hochumstritten. Er hat stets Bewunderer gehabt – der deutsche Philosoph Peter Sloterdijk zum Beispiel hat ihn einen „Wittgenstein der Religionen“, „eine der größten Figuren des Jahrhunderts“ genannt. Theologische Fakultäten veranstalteten Seminare über seine Lehren; Theologieprofessoren fuhren nach Poona und berichteten von der spirituellen Lebendigkeit seiner Schüler. Der indische Autor und Journalist Khushwant Singh schrieb einmal, man solle „Rajneesh am besten einfach ignorieren“, sagte aber später – nach dessen Tod –, er sei „der originellste Denker“ gewesen, „den Indien je produziert hat: der gebildetste, klarsichtigste und innovativste“.
Andere sahen in ihm einen gefährlichen Scharlatan, der es verstand, seine Anhänger auszubeuten und zur Aufgabe ihres Vermögens und zu unentgeltlicher harter Arbeit zu bewegen. Viele sahen in der lange Zeit für Sannyasins üblichen roten Kleidung und der Mala Beweise für einen gefährlichen Identitätsverlust und Abhängigkeit von einem autoritären und narzisstischen Führer. Oshos zum Teil polemische Kritik an Politikern und Religionsführern sowie seine unkonventionellen Ansichten über Sex, Ehe und Familie schafften ihm Widersacher auf globaler Ebene. Religionssoziologen wie Bob Mullan, Hugh Urban und Uday Mehta charakterisierten Oshos Lehren als clever vermarkteten, in sich widersprüchlichen Mischmasch philosophischer Entleihungen aus den verschiedensten geistigen Strömungen, der Ahnungslose zwar beeindruckte, aber in Wirklichkeit viele Sachfehler enthielt und eines wirklich originellen oder profunden Gehalts entbehrte.

### Öffentliche Medien und kirchliche Publizistik

#### Deutsche Presse
Die Tagespresse und Magazine wie der Stern und der Spiegel enthielten viele, oft sensationell aufgemachte Berichte über Osho. Seine vielen Rolls-Royce und seine brillantenbesetzten Armbanduhren waren häufige Themen, ebenso wie die Gewalt in den Encounter-Gruppen und die Tantra-Gruppen, die ihm einen Ruf als „Sex-Guru“ einbrachten. Der Spiegel bot 1990 zum Anlass von Oshos Tod einen repräsentativen Rückblick: Osho hätte „den Medien mächtig Futter geliefert, zehn Jahre lang, erst mit seinem ,Sex-Kloster‘ in Poona nahe Bombay, dann bis 1985 mit der ,Sex-Ranch‘ Rajneeshpuram im US-Staat Oregon. Es war Futter von der pikanten Sorte, Nackerte und Beknackte ließen sich ins Bild rücken, Histörchen über Orgien, Massenwahn, Gehirnwäsche, Prügel-Exerzitien, Rolls-Royce-Pomp und finstere Machenschaften flossen üppig in die Spalten. Denn keiner aus der mafiosen Riege der Gurus und Sektenbosse war ein so begnadeter Entertainer wie der rundum belesene Philosophieprofessor; keiner lockte so pfiffig mit dem Psycho-Passepartout für Lust am Leben und Lieben, und wahrscheinlich hat auch keiner seine Schäfchen so pfiffig über den Kamm geschoren.“

#### Evangelische Zentralstelle für Weltanschauungsfragen
Die Evangelische Zentralstelle für Weltanschauungsfragen (EZW), eine Einrichtung der Evangelischen Kirche in Deutschland, brachte in einem Info-Blatt zum Beispiel den Lebensbericht einer jungen Frau unter der Überschrift „Die rote Utopie – Der Weg nach innen – Im Banne des Guru“. Im Materialdienst desselben Instituts schrieb ein Autor über das Thema „Losgekommen von der Droge Bhagwan“. Die EZW wurde dafür kritisiert, dass bereits die Überschriften signalisierten, dass es um den Nachweis der Schädlichkeit der „Droge Bhagwan“ gehe und dass die Schriftenreihe polemisch und eindeutig von apologetischem Interesse bestimmt sei.

### Der „Osho-Beschluss“ des deutschen Bundesverfassungsgerichts
Die von Osho ins Leben gerufene Bewegung hat in den 1970er und 1980er Jahren eine außerordentlich kontroverse Bewertung erfahren. In der Bundesrepublik Deutschland wurde sie in staatlichen Broschüren zu dieser Zeit verschiedentlich als „Sekte“, „Jugendsekte“, „Jugendreligion“ oder „Psychosekte“ bezeichnet; dazu traten auch die Bezeichnungen „destruktiv“ und „pseudoreligiös“ sowie Vorwürfe der Mitgliedermanipulation. Eine gegen solche Äußerungen der Bundesregierung und des Bundesministers für Jugend, Familie und Gesundheit gerichtete Unterlassungsklage von Mitgliedern der Osho-Bewegung wurde vom Oberverwaltungsgericht für das Land Nordrhein-Westfalen mit Urteil vom 22. Mai 1990 abgewiesen. Die Beschwerde gegen die Nichtzulassung der Revision wurde vom Bundesverwaltungsgericht mit Beschluss vom 13. März 1991 zurückgewiesen.
Eine hiergegen gerichtete Verfassungsbeschwerde von Mitgliedern der Osho-Bewegung war jedoch teilweise erfolgreich. Das Bundesverfassungsgericht entschied elf Jahre später, mit Beschluss vom 26. Juni 2002, dass es verfassungsrechtlich zwar nicht zu beanstanden sei, dass die Bezeichnungen als „Sekte“, „Jugendsekte“ und „Psychosekte“ während der 1980er Jahre vom Oberverwaltungsgericht und vom Bundesverwaltungsgericht für unbedenklich gehalten worden seien. Das Urteil des Oberverwaltungsgerichts verletze aber das Grundrecht der Religionsfreiheit, soweit es auch den Gebrauch der Attribute „destruktiv“ und „pseudoreligiös“ sowie den Vorwurf der Mitgliedermanipulation für verfassungsmäßig angesehen habe. Diese Äußerungen der Bundesregierung seien diffamierend und sachlich nicht gerechtfertigt gewesen; die Bundesregierung habe somit gegen das deutsche Grundgesetz verstoßen. Im November 2008 wurde Deutschland vom Europäischen Gerichtshof für Menschenrechte wegen der zu langen Dauer des Justizverfahrens, die gegen Art. 6 Abs. 1 der Europäischen Menschenrechtskonvention verstoßen hatte, zu einer Strafzahlung verurteilt.

### Nachwirkung im indischen Subkontinent
Mitte der 1980er Jahre wollte die Mehrheit der Bevölkerung in Südasien nichts mit Oshos Kommune zu tun haben. Seit seinem Tode hat Osho jedoch zunehmend Anerkennung gefunden; seine Lehren haben zum Teil Eingang in den kulturellen Mainstream in Indien und Nepal gefunden. Schon 1991 wurde er von einer einflussreichen Tageszeitung zusammen mit anderen Figuren wie Gandhi und Buddha als einer von zehn Menschen genannt, die das Geschick Indiens entscheidend beeinflusst hätten; in seinem Fall dadurch, dass er „den Geist zukünftiger Generationen von den Fesseln der Religiosität und des Konformismus befreit“ habe. Zwei Jahre nach seinem Tod wurde die komplette Ausgabe seiner Bücher in die Bibliothek des indischen Parlaments aufgenommen, eine Ehre, die vor ihm nur Mahatma Gandhi zuteilgeworden war.

### Nachwirkungen weltweit

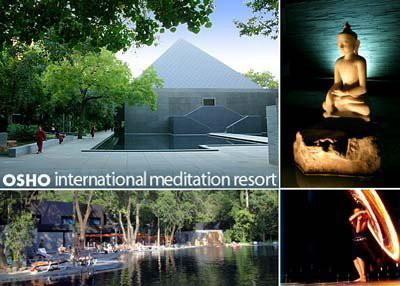
Das Osho International Meditation Resort, heute das wohl größte Therapie- und Meditationszentrum der Welt

Nach fast zwei von Kontroversen geprägten Jahrzehnten und einem Jahrzehnt der Anpassung hat sich Oshos Bewegung im Markt der neuen religiösen Bewegungen etabliert. Oshos Anhänger haben seinen Beitrag neu definiert und die zentralen Lehren der Bewegung so dargestellt, dass sie Außenstehenden weniger kontrovers erscheinen. Abgesehen von Änderungen innerhalb der Bewegung hat auch die westliche Gesellschaft einen Wandel vollzogen, der zu größerer Offenheit gegenüber Themen wie Meditation, Yoga und spirituellen Texten geführt hat. Seine Schüler leiten Stressmanagementseminare für Kunden wie IBM und BMW, mit Umsätzen in Millionenhöhe in Amerika.
Oshos Werke erfreuen sich heute internationaler Popularität, mit Bestsellern in so verschiedenen Ländern wie Südkorea und Italien. Die von ihm gegründete Bewegung hat weltweit etwa 300 Meditations- und Informationszentren in 45 Ländern (Status: 2000). Seine aktiven Meditationstechniken, insbesondere die Dynamische Meditation und die Kundalini-Meditation, sind weit über die von ihm gegründete Bewegung hinaus bekannt geworden; sie werden in vielen, nicht von Sannyasins geleiteten Selbsterfahrungs-Workshops und zuweilen auch in Schulen und Universitäten praktiziert.
Oshos Ashram in Pune hat sich zum Osho International Meditation Resort, einem der beliebtesten Reiseziele Indiens, entwickelt. Das Meditation Resort empfängt Presseberichten zufolge jährlich etwa 200.000 Besucher aus 100 Ländern.
Laut dem Religionswissenschaftler Frank Neubert von der Universität Bern schätzt man für Deutschland 30.000 bis 40.000 initiierte Osho-Anhänger, die oft aus den gebildeten und besser verdienenden Schichten kamen. Sie unterhalten weiterhin spirituelle Zentren und praktizieren Darshans. „Was wir heute beobachten: Dass wir sehr viele recht diffuse Bezüge auf die Person von Osho haben und auf diese lange Tradition. Und gleichzeitig haben wir ein relativ offenes, loses Netzwerk von Sannyasins. Aber dieses Netzwerk hat selbst eigentlich kein Oberhaupt und kennt auch keine zentralen Dogmen. Also wir haben ein eher privates Praktizieren und dazu sehr individuelle und sehr unterschiedliche Formen, die religiösen Praktiken von Bhagwan einzubeziehen in Therapieform.“

### Bekannte Schüler im deutschen Sprachraum
Bekannte Persönlichkeiten im deutschen Sprachraum, die sich Osho bzw. Baghwan irgendwann in ihrem Leben einmal genähert haben bzw. Sannyasins wurden:
- Rudolf Bahro, Philosoph und Politiker, war 1983 mehrere Wochen in Rajneeshpuram und äußerte sich positiv zu Osho.[173]
- Joachim-Ernst Berendt, Musikjournalist und Autor, wurde Sannyasin[141] und schrieb später das Vorwort zu dem Osho-Buch „Die verborgene Harmonie“.
- Moritz Boerner, deutscher Regisseur und Autor, u. a. das Buch „Erleuchtung in Poona“, 2013
- Gerd Conradt (Satyam Praharsha), deutscher Kameramann, Regisseur, Autor und Dozent für Videopraxis. Zwischen 1987 und 1995 reiste er mehrmals nach Indien, besuchte den Ashram in Poona und drehte den Kurzfilm „The Empty Chair“.[174]
- Elfie Donnelly (Ma Anasha), Jugendbuchautorin, kam in den 1970er Jahren zusammen mit ihrem damaligen Ehemann, Peter Lustig, zu Osho. Donnelly benennt Osho noch heute als eines ihrer Vorbilder.[175]
- Georg Deuter (Swami Chaitanya Hari), New-Age-Musiker, komponierte in den 1970er Jahren die Musik für verschiedene Osho-Meditationen.[176]
- Achim Eckert, Alternativmediziner und Autor, der mehrere Jahre in Oshos Ashram verbrachte, wendet bei seiner Arbeit Oshos Meditationstechniken an.[177]
- Jörg Andrees Elten (Swami Satyananda), Stern-Journalist, fuhr nach Poona, um einen Report zu verfassen, wurde aber kurz darauf zum Schüler Oshos und war bis zu seinem Tode als Journalist und Seminarleiter in der Osho-Bewegung tätig.[178]
- Katell Gélébart, französische Designerin, die in Berlin lebt
- Leela Goldmund, Autorin und Texterin in München, hat autobiographisch über die Sekte und die Trennung der Kinder von den Eltern berichtet. Dabei durchbrach sie das Schweigen um den  sexuellem Missbrauch und die Vergewaltigungen von Mädchen (siehe Literatur).[179]
- Peter Lustig, Fernsehmoderator, ging in den 1970er Jahren zusammen mit Elfie Donnelly nach Poona. Er gehörte der Neo-Sannyas-Bewegung an, bis deren Gründer Osho 1990 starb.[180][181][182]
- Nena, Popsängerin, bekannte sich 2009 als Osho-Fan und sagte, sie praktiziere seine Dynamische Meditation.[183]
- Eva Renzi, Schauspielerin, nahm in den 1970er Jahren an Therapiegruppen in Poona teil und berichtete negativ über ihre dortigen Erfahrungen.[184]
- Barbara Rütting (Ma Anand Taruna), Schauspielerin und Politikerin, nannte Osho den größten Therapeuten des Jahrhunderts.[185]
- Ralf Schmerberg, Regisseur, lebte als junger Mann mehrere Jahre als Sannyasin auf der Ranch in Oregon.[186]
- Peter Sloterdijk (Swami D. Peter), Philosoph und Fernsehmoderator, verbrachte in den 1970er Jahren einige Zeit in Poona und beschreibt die Umstimmungserfahrung, die er als Sannyasin erlebt hat, als „irreversibel“.[142]
- Mascha Rabben (Ma Hari Chetana), Schauspielerin und Fotomodell, übersetzte mehrere von Oshos Büchern ins Deutsche, trennte sich in den 1980er Jahren von der Bewegung.
- Sylvie Winter, Fotomodell und Schauspielerin.
- Arno Wollensak, Führer der Licht-Oase, einer Neuen Religiösen Bewegung.

### Kulturelle Rezeption
Rainer Erlers Spielfilm aus dem Jahre 1980 Ein Guru kommt.
Marcus H. Rosenmüllers deutscher Spielfilm Sommer in Orange aus dem Jahr 2011 handelt von einer Sannyasin-Kommune, die von Berlin in ein oberbayerisches Dorf zieht, um ein Therapiezentrum zu eröffnen. Er basiert auf Kindheitserfahrungen der Autorin Ursula Gruber und des Produzenten Georg Gruber, die selbst in einer Bhagwan-Kommune südlich von München aufwuchsen.
In der ARD wurde im Februar 2021 die Dokumentation Bhagwan – Die Deutschen und der Guru gesendet.

## Werke

### Autobiographisches
- Glimpses of a Golden Childhood. Osho Viha, 1997, ISBN 81-7261-072-6.
- Autobiography of a Spiritually Incorrect Mystic. St Martins Press, Gordonsville 2000, ISBN 0-312-25457-1.
  - Autobiographie eines spirituellen Provokateurs. Ullstein, München 2001.
    - Neuauflage als Autobiografie. Ullstein, München 2005, ISBN 3-548-74252-1.

### Sonstige Werke (Auswahl)
- Die Schuhe auf dem Kopf. Edition Lotos 1981.
- Die Alchemie der Verwandlung. Bhagwan spricht über jüdische Mystik, Edition Lotos, Freiburg 1983 (The True Sage)
- Auf der Suche. Bhagwan über die „Zehn Stiere des Zen“ (The Search)
- Diskurse zum Vigyan Bhairav Tantra, 5 Bände (Book of the Secrets)
- Ekstase, die vergessene Sprache (über Kabir), KI, Berlin 1980
- Esoterische Psychologie, Rajneesh, München 1979 (Psychology of the Esoteric)
- Die Gans ist raus! (The Goose is Out)
- Ich bin der Weg. Rajneesh, München 1979 (I Am the Gate)
- Intelligenz des Herzens. KI, Berlin 1979
- Das Klatschen der einen Hand (The Sound of One Hand Clapping)
- Komm und folge mir / Jesus aber schwieg / Der Menschensohn. Bhagwan spricht über Jesus (Come Follow Me, 4 Bände)
- Meditation, die erste und letzte Freiheit (Meditation: The First and Last Freedom)
- Meditation, die Kunst der Ekstase (Meditation: The Art of Ecstasy. On Meditation and Meditation Techniques)
- Mein Weg, der Weg der weißen Wolke. KI, Berlin o. J. (um 1978) (My Way, the Way of the White Cloud)
- Nicht bevor du stirbst. Osho spricht über den Weg der Sufis, Köln 1982 (Until You Die)
- Das orangene Buch. Die Meditationstechniken von Bhagwan Shree Rajneesh. Sambuddha, Stuttgart 1982 (The Orange Book)
- Rebellion der Seele (The Great Challenge)
- Sprengt den Fels der Unbewusstheit. Ein Darshantagebuch. Fischer Taschenbuch, Frankfurt am Main 1979 (Hammer on the Rock: Evening Talks with a Modern Buddha)
- Sprung ins Unbekannte (Dimensions Beyond the Known)
- Tantra. Die höchste Einsicht (über Tilopas Gesang vom Mahamudra), Sambuddha, Stuttgart 1980 (Tantra: the Supreme Understanding)
- Die verborgene Harmonie. Vorträge über die Fragmente des Heraklit (The Hidden Harmony)
- Vom Sex zum kosmischen Bewußtsein (From Sex to Super-Consciousness)
- Der Weg des Buddha. Osho spricht über Buddhas Hauptwerk, den Dhammapada (Book of the Books, 12 Bände)
- Das Buch der Männer. Die Krise als Chance nutzen, Berlin 2004 (Book of Man).
- Das Buch der Geheimnisse. 112 Meditationstechniken zur Entdeckung der inneren Wahrheit, München 2020 (The Book of Secrets: 112 Meditations to Discover the Mystery Within).

## Filmdokumentation
- Ashram in Poona, Dokumentarfilm, 83 min, D 1983, Buch und Regie: Wolfgang Dobrowolny
- Legenden: Osho vormals Bhagwan, ARD-Dokumentation, 43 min, D 2003, Buch und Regie: Marieke Schroeder
- Guru – Bhagwan, His Secretary & His Bodyguard. Dokumentarfilm mit Interviews mit Ma Anand Sheela und Hugh Milne von Sabine Gisiger und Beat Häner. Schweiz 2010.[189] Guru – Bhagwan, His Secretary & His Bodyguard bei IMDb
- Wild Wild Country, eine Netflix-Dokumentarserie von Duplass Brothers Productions mit 6 Folgen über den Konflikt um die Ansiedlung Rajneeshpuram in Oregon 1981 bis 1985, USA 2018.[190][191][192]

- Bhagwan – Die Deutschen und der Guru, Reportage & Dokumentation Das Erste 2021
- Bhagwan in Köln: Eine Stadt wird rot, Dokumentation WDR 2022